# Rotflügelige Schnarrschrecke

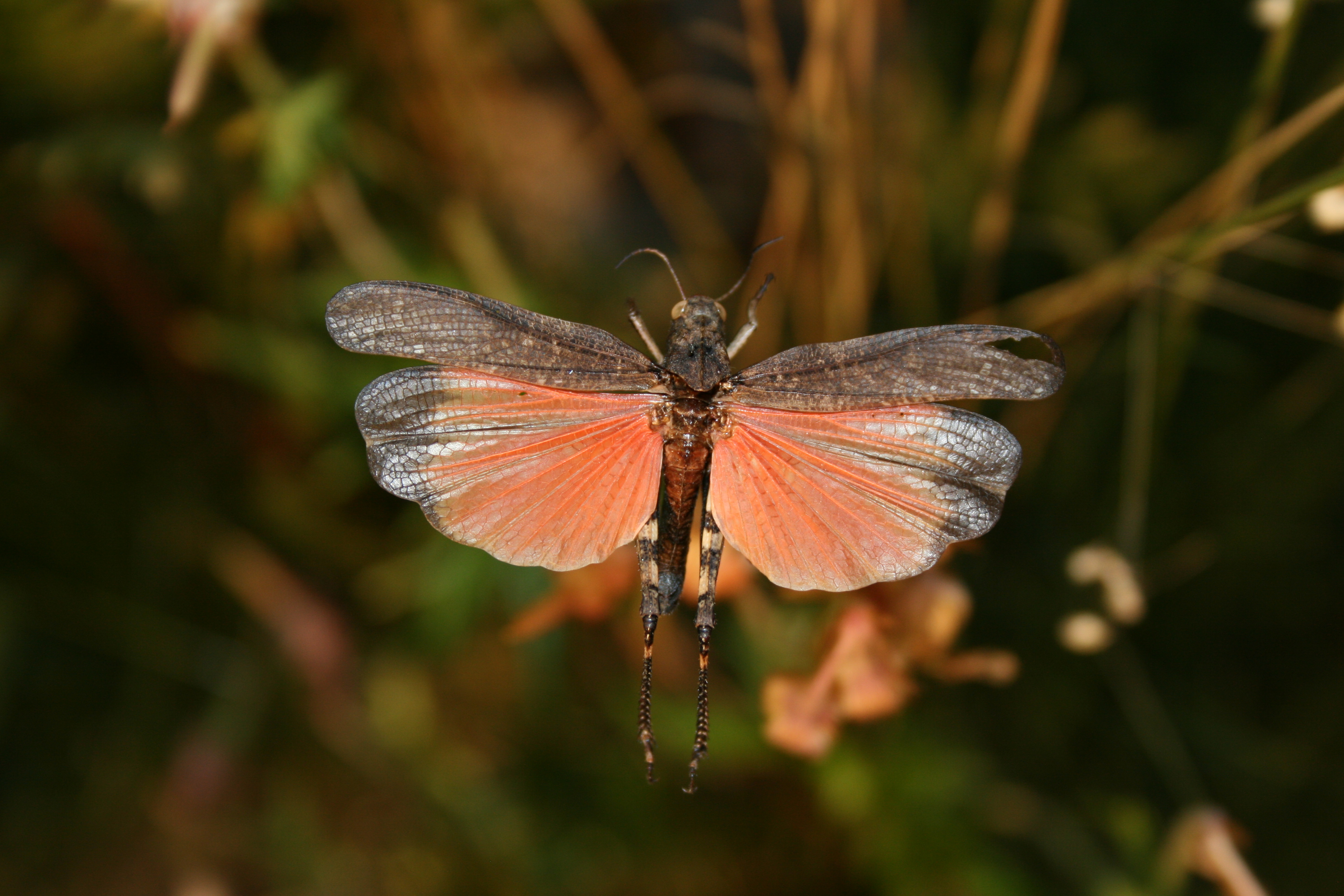
Rotflügelige Schnarrschrecke im Flug

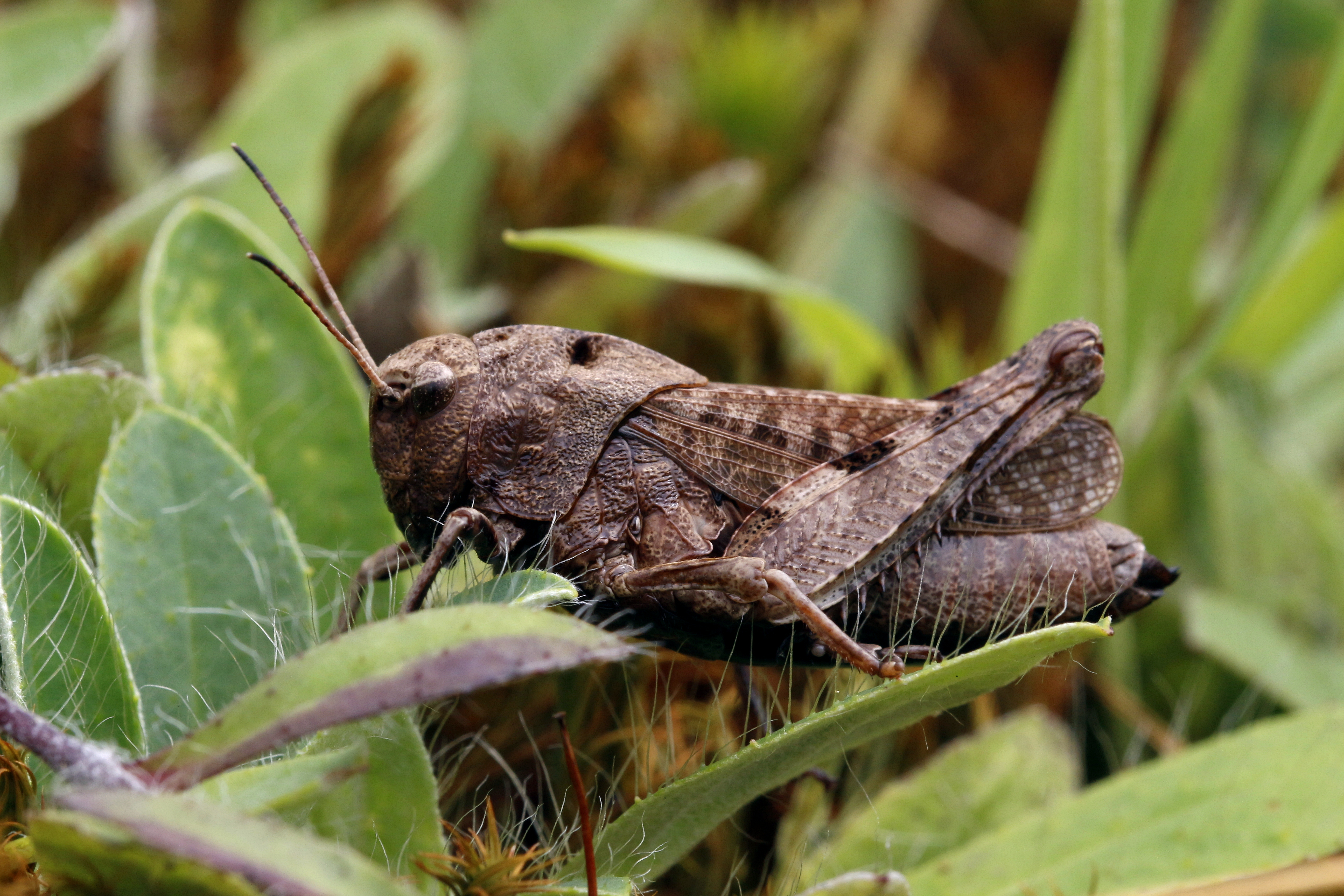
Rotflügelige Schnarrschrecke, Weibchen, im Habitat auf der Schwäbischen Alb

Die Rotflügelige Schnarrschrecke (Psophus stridulus) ist eine Art aus der Familie der Feldheuschrecken (Acrididae) in der Ordnung der Kurzfühlerschrecken (Caelifera).

## Merkmale
Die Männchen werden 23 bis 25, die Weibchen 26 bis 40 Millimeter lang.
Die Weibchen sind gelbbraun oder grau gefärbt und haben einen etwas plumperen Körperbau als die fast schwarz gefärbten Männchen. Diese sind voll geflügelt, die Weibchen haben hingegen nur verkürzte Flügel. Die Vorderflügel haben die gleiche Farbe wie der Körper, die Hinterflügel sind bis auf ihre Spitzen, die schwarz sind, kräftig rot gefärbt. Man kann diese gut während des Fluges erkennen, was eine gewisse Verwechslungsgefahr mit der Rotflügeligen Ödlandschrecke (Oedipoda germanica) birgt. Die beiden Arten sind aber dadurch unterscheidbar, dass bei der Schnarrschrecke das Rot der Hinterflügel ausgedehnter ist und den Vorderflügeln die breiten hellen Querbinden fehlen. Auch besitzt die Rotflügelige Schnarrschrecke auf der Oberseite des Halsschildes einen hohen, durchgehenden Rückenkiel, der an beiden Seiten eine kleine Einbuchtung hat.

## Vorkommen
Die Rotflügelige Schnarrschrecke kommt in Mittel- und Südeuropa vor. Sie lebt vor allem in trockenen und steinigen Gebieten, wie etwa auf temperaturbegünstigtem Trockenrasen. Nicht selten findet man die Tiere bis in Höhen von etwa 2.000 Metern.
Die Art ist in einigen Bundesländern Deutschlands, wie etwa Niedersachsen und Schleswig-Holstein, bereits ausgestorben, man findet sie nur mehr in Brandenburg, Hessen, Sachsen-Anhalt, Thüringen, Sachsen, Bayern und Baden-Württemberg, wo ihre Populationen stark rückläufig sind.
Ältere Larven und geschlechtsreife Individuen der Art kann man von Juli bis in den Oktober hinein finden.

## Lebensweise
Die Tiere erzeugen mit den Hinterflügeln ein klapperndes Schnarren, das vermutlich gemeinsam mit den überraschend zu erkennenden roten Hinterflügeln zur Abschreckung von Fressfeinden dient. Bei den Männchen ist es auch Teil des komplizierten Balzrituals.
Bei niedrigen Temperaturen und bei wiederholtem Aufschrecken wird der Ton nicht erzeugt. Weibchen schnarren auch im Sitzen. Nach der Paarung legt das Weibchen die Eier paketweise in den Boden, im darauffolgenden Frühsommer schlüpfen dann die Larven.

## Gefährdung und Schutz
- Rote Liste BRD: 2 (stark gefährdet).[2]